# Alicja Kryczało
Alicja Kryczało (ur. 20 maja 1981 w Gdańsku) – polska florecistka, srebrna medalistka mistrzostw świata.
W 1996 roku zdobyła indywidualnie srebrny medal na mistrzostwach świata juniorów w Tournai. Dwa lata później zdobyła złoto drużynowo na mistrzostwach świata juniorów w Valencii. Wynik ten powtórzyła na mistrzostwach świata juniorów w Keszthely (1999), mistrzostwach świata juniorów w South Bend (2000) i mistrzostwach świata juniorów w Gdańsku (2001).
Podczas mistrzostw świata w Seulu w 1999 roku Polki w składzie: Sylwia Gruchała, Barbara Wolnicka, Magdalena Mroczkiewicz i Alicja Kryczało zdobyły srebrny medal w turnieju drużynowym. W rywalizacji indywidualnej zajęła tam 47. miejsce. 
Ponadto na mistrzostwach Europy w Funchal w 2000 roku zdobyła drużynowo brązowy medal. 
Nigdy nie wzięła udziału w igrzyskach olimpijskich.
Trzykrotna akademicka mistrzyni Stanów Zjednoczonych (2002, 2003, 2004). Zawodniczka Sietom AZS AWFiS Gdańsk.